# Grand Prix de Fourmies 2017
Der 85. Grand Prix de Fourmies 2017 war ein französisches Straßenradrennen. Das Eintagesrennen fand am Sonntag, den 3. September 2017, statt. Dieses Radrennen startete und endete in Fourmies mit einer Länge von 205 km. Zudem gehörte das Radrennen zur UCI Europe Tour 2017 und war dort in der Kategorie 1.HC eingestuft. Sieger wurde im Massensprint Nacer Bouhanni aus Frankreich von Cofidis, Solutions Crédits.

## Teilnehmende Mannschaften
| WorldTeams (7)- Quick-Step Floors - Trek-Segafredo - Bora-Hansgrohe - AG2R La Mondiale - UAE Team Emirates - Astana - FDJ Professional Continental Teams (12)- Cofidis, Solutions Crédits - Direct Énergie - Wilier Triestina-Selle Italia - Nippo-Vini Fantini - Gazprom-RusVelo - Sport Vlaanderen-Baloise - Delko Marseille Provence KTM - Fortuneo-Oscaro - Roompot-Nederlandse Loterij - WB-Veranclassic-Aqua Protect - Wanty-Groupe Gobert - Verandas Willems-Crelan Continental Teams (3)- Roubaix Lille Métropole - HP BTP-Auber 93 - Armée de terre |
| |

## Rennverlauf
40 Kilometer nach dem Start konnte sich eine 21 Mann starke Spitzengruppe absetzen, darunter u. a. Marcus Burghardt (Deutschland/Bora), Petr Vakoč (Tschechien/Quick Step), Thomas Boudat (Frankreich/Direct Energie) und Mads Pedersen (Dänemark/Trek). Die Gruppe konnte sich einen Vorsprung von bis zu zwei Minuten herausfahren. Mit dieser Rennsituation ging es auch auf die fünf Schlussrunden à 15 Kilometer. Gut 22 Kilometer vor dem Ziel setzten sich aus der großen Spitzengruppe sechs Fahrer ab, u. a. mit Burghardt, Vakoc und Boudat. Boudat fuhr attackierte aus der 6er-Gruppe heraus und fuhr allein weiter. Allerdings gut 15 Kilometer vor dem Ziel waren alle Ausreißer aus der Fluchtgruppe eingeholt. Anschließend setzten sich wieder 12 Mann, u. a. mit Gianluca Brambilla (Italien/Quick Step) und Lukas Pöstlberger (Österreich/Bora) ab. Diese Gruppe wurde ebenfalls wieder gestellt. 5 Kilometer vor dem Ziel attackierte Dries Devenyns (Belgien/Quick Step) mit Landsmann und Teamkollegen Julien Vermote am Hinterrad. Kurz darauf scherte Devenyns aus und Vermote fuhr im Solo weiter. 800 Meter vor dem Ziel war auch sein Unterfangen beendet und es kam zum Massensprint. Diesen entschied Nacer Bouhanni (Frankreich/Cofidis) vor seinem Landsmann Marc Sarreau (Frankreich/FDJ) für sich.

## Rennergebnis
| \| Gesamtwertung \| Gesamtwertung \| Gesamtwertung \| Gesamtwertung \| Gesamtwertung \| \| Fahrer \| Fahrer \| Land \| Team \| Zeit \| \| ------------- \| ------------------ \| ------------- \| ---------------------------- \| --------------- \| \| 1. \| Nacer Bouhanni \| Frankreich \| Cofidis, Solutions Crédits \| 4 h 22 min 29 s \| \| 2. \| Marc Sarreau \| Frankreich \| FDJ \| + 0 s \| \| 3. \| Rüdiger Selig \| Deutschland \| Bora-Hansgrohe \| + 0 s \| \| 4. \| David Menut \| Frankreich \| HP BTP-Auber 93 \| + 0 s \| \| 5. \| Simone Consonni \| Italien \| UAE Team Emirates \| + 0 s \| \| 6. \| Justin Jules \| Frankreich \| WB-Veranclassic-Aqua Protect \| + 0 s \| \| 7. \| Jordan Levasseur \| Frankreich \| Armée de terre \| + 0 s \| \| 8. \| Jarl Salomein \| Belgien \| Sport Vlaanderen-Baloise \| + 0 s \| \| 9. \| Laurent Pichon \| Frankreich \| Fortuneo-Oscaro \| + 0 s \| \| 10. \| John Degenkolb \| Deutschland \| Trek-Segafredo \| + 0 s \| \| 11. \| Danilo Napolitano \| Italien \| Wanty-Groupe Gobert \| + 0 s \| \| 12. \| Gianluca Brambilla \| Italien \| Quick-Step Floors \| + 0 s \| \| 13. \| Marco Canola \| Italien \| Nippo-Vini Fantini \| + 0 s \| \| 14. \| Riccardo Minali \| Italien \| Astana \| + 0 s \| \| 15. \| Kévin Le Cunff \| Frankreich \| HP BTP-Auber 93 \| + 0 s \| |                    |             |                              |                 |
| |                    |             |                              |                 |
| Quelle: ProCyclingStats |                    |             |                              |                 |
| Gesamtwertung |                    |             |                              |                 |
| Fahrer | Fahrer             | Land        | Team                         | Zeit            |
| 1. | Nacer Bouhanni     | Frankreich  | Cofidis, Solutions Crédits   | 4 h 22 min 29 s |
| 2. | Marc Sarreau       | Frankreich  | FDJ                          | + 0 s           |
| 3. | Rüdiger Selig      | Deutschland | Bora-Hansgrohe               | + 0 s           |
| 4. | David Menut        | Frankreich  | HP BTP-Auber 93              | + 0 s           |
| 5. | Simone Consonni    | Italien     | UAE Team Emirates            | + 0 s           |
| 6. | Justin Jules       | Frankreich  | WB-Veranclassic-Aqua Protect | + 0 s           |
| 7. | Jordan Levasseur   | Frankreich  | Armée de terre               | + 0 s           |
| 8. | Jarl Salomein      | Belgien     | Sport Vlaanderen-Baloise     | + 0 s           |
| 9. | Laurent Pichon     | Frankreich  | Fortuneo-Oscaro              | + 0 s           |
| 10. | John Degenkolb     | Deutschland | Trek-Segafredo               | + 0 s           |
| 11. | Danilo Napolitano  | Italien     | Wanty-Groupe Gobert          | + 0 s           |
| 12. | Gianluca Brambilla | Italien     | Quick-Step Floors            | + 0 s           |
| 13. | Marco Canola       | Italien     | Nippo-Vini Fantini           | + 0 s           |
| 14. | Riccardo Minali    | Italien     | Astana                       | + 0 s           |
| 15. | Kévin Le Cunff     | Frankreich  | HP BTP-Auber 93              | + 0 s           |